# Jean Le Moyne
Pour les articles homonymes, voir Le Moyne et Jean Le Moyne (homonymie).
 (juin 2021).
Jean Le Moyne, né le 17 février 1913 à Montréal et mort le 1er avril 1996 à Ottawa, est un écrivain québécois.
Il a été sénateur, journaliste, fonctionnaire, commentateur et conseiller politique, de même que cofondateur de la revue littéraire La Relève.
Il est considéré comme l'un des essayistes marquants du Québec et du Canada en général. Il a joué un rôle majeur pour faire connaître l'écrivain et poète De Saint-Denys Garneau. Ses intuitions sur l'art et sur la technologie, entre autres, ont été célébrées par le grand musicien Glenn Gould. Dans la dernière partie de sa vie, il a travaillé à opérer la jonction entre la culture classique et une nouvelle science de la machine appelée mécanologie.
Jean Le Moyne a été l'un des membres fondateurs du mouvement laïque de langue française au début des années soixante. Il a été adjoint du Premier ministre Pierre Elliott Trudeau, à Ottawa, de 1969 à 1978. Il a siégé au Sénat du Canada pour le Parti libéral du Canada de 1982 à 1988.

## Biographie
Jean Le Moyne est né à Montréal le 17 février 1913. Son père qui a étudié la médecine à Paris et s'est spécialisé en oto-rhino-laryngologie est un homme cultivé qui l'initie très tôt aux grandes interrogations religieuses et métaphysiques.
Après des études classiques au Collège Sainte-Marie, à Montréal, il entreprend des études en philosophie, mais doit renoncer à cause de sa surdité. Il participe à la fondation de la revue La Relève en 1934 (devenue La Nouvelle Relève en 1941), dont il sera l'un des collaborateurs réguliers. À cette époque de l'entre-deux guerres, il séjourne plusieurs fois en Europe, où il rencontre le philosophe Jacques Maritain et d’autres grands penseurs chrétiens. En 1938, il participe au Congrès des Études carmélitaines, une revue pionnière en psychologie de la religion. En 1941, il entre à La Presse comme traducteur et journaliste. En 1943, il passe au journal Le Canada, où il devient éditorialiste et inaugure une page littéraire hebdomadaire. Durant les années 1940 et 1950, il signe de nombreux articles qui le feront reconnaître comme l'un des critiques littéraires les plus importants de l'époque.
Avec Robert Élie, il prépare l'édition du Journal (Beauchemin, 1945), puis des Poésies complètes de Saint-Denys Garneau (Fides, 1949). En 1951, il fait partie de la première équipe du service français de La Presse canadienne. Il collabore à Radio-Canada, et à diverses revues, dont La Revue dominicaine et Cité Libre. De 1953 à 1959, il est rédacteur en chef de La Revue Moderne. En 1959, il entre à l'Office national du film (ONF) comme recherchiste et scénariste.
En 1961, il publie un livre marquant aux éditions HMH : Convergences, un recueil de réflexions critiques et philosophiques sur la société canadienne-française, la religion, la littérature, la musique, le cinéma et autres sujets. Le livre est aussitôt acclamé pour la pénétration de la pensée et la force de l'expression, ce qui place d’emblée l’auteur parmi les plus grands essayistes du Canada français. Il obtient de nombreux prix, dont le prix du Gouverneur général, le prix Athanase-David et le prix France-Canada. Traduit en anglais par Philip Stratford, il paraîtra chez Ryerson à Toronto, en 1966. Le livre est l'objet d'une dénonciation de la part de la part de l'Église et de demande de retrait et d'élagage dans les librairies.
En 1961, Jean Le Moyne fait un séjour à Chicago et à San Francisco à titre de boursier du Conseil des arts du Canada, pour étudier la philosophie américaine. Durant les années soixante, il travaille comme scénariste et réalisateur à l'ONF. En même temps, que ce soit pour des films, des émissions de radio et de télévision, des conférences, des colloques ou des commissions d'enquête, il produit plusieurs études, commentaires, réflexions et rapports sur divers sujets : la situation de la femme, la pédagogie, le cinéma documentaire, la cybernétique, la machine, , etc. Sa pensée s’oriente de plus en plus vers l'intégration de la machine dans le discours culturel, en somme une nouvelle philosophie de la machine ou mécanologie : ce qui deviendra l'un de ses sujets de préoccupation majeure dans la dernière partie de sa vie, où il élabore un livre intitulé Itinéraire mécanologique, resté inachevé. Avide de philosophie, il rencontrera Gilbert Simondon lors d'un entretien en 1968, qu'il filme pour le compte de l'Office national du Film.
Parmi les nombreux films auxquels il participe à l'ONF, à titre de réalisateur, producteur, scénariste ou commentateur, il y en a un en 1962, intitulé La France revisitée, qui raconte le choc de son retour en France après vingt-cinq ans. Ce projet de film est initié par Hubert Aquin dans le cadre de la série Civilisation française (qui deviendra par la suite Ceux qui parlent français) ; la réalisation et l'écriture du film devaient au départ être assumés par les deux hommes. Au début des années soixante, il révise avec l'écrivain John Glassco la traduction anglaise du Journal de Saint-Denys-Garneau, paru chez McClelland & Stewart (Toronto, 1962). En 1967, il termine la préparation du recueil des Lettres de Saint-Denys Garneau à ses amis, paru aux Éditions HMH. En 1968, il obtient le Prix Molson, pour sa contribution insigne aux arts et aux lettres au Canada.
De 1969 à 1978, il est adjoint du premier ministre Pierre Elliott Trudeau, à Ottawa. En 1972, de concert avec le professeur John F. Hart, il organise le premier colloque international de mécanologie (discours sur la machine en tant que telle) au Centre culturel canadien à Paris. Un deuxième colloque aura lieu à Paris en 1976. En 1982, il est fait compagnon de l'Ordre du Canada. Il est nommé au Sénat du Canada, le 23 décembre. Il collabore activement à de nombreux comités du Sénat jusqu'à sa retraite en 1988.
Jean Le Moyne est décédé à Ottawa, le 1er avril 1996. Il a été inhumé à Montréal, au cimetière Mont-Royal.
Près de vingt cinq ans après son décès, Jean Le Moyne auteur de Convergences, est réédité aux Éditions Fides en automne 2020 dans la collection Nénuphar.

## Ouvrages
- 1947 : Les Juifs au Canada, Montréal, La Revue dominicaine
- 1961 : Convergences, Montréal, Éditions HMH
- 1966 : Convergence - essays from Quebec, Toronto, Ryerson Press
- 1972 : Au bout de mon âge, Jean Le Moyne et al., Montréal, Hurtubise HMH ; Editions Ici Radio-Canada
- 1992 : Convergences, Montréal, Éditions Fides, « Collection du nénuphar »
- 1982 : Itinéraire mécanologique (huit premiers chapitres), Montréal, Écrits du Canada français
- 1998 : Une parole véhémente, hommages collectifs à Jean Le Moyne et textes inédits édités par Roger Rolland et Gilles Marcotte, Montréal, Éditions Fides.

## Filmographie

### Commentaire
- 1959 : L'essor féminin
- 1960 : Les grands espoirs
- 1961 : Golden Gloves
- 1962 : Une main amicale
- 1963 :  La France revisitée
- 1964 : Les Huttérites
- 1964 : Parallèles et grand soleil
- 1965 : La Bourse et la vie
- 1966 : Comment savoir

### Recherche
- 1961 : Les femmes parmi nous
- 1965 : La Bourse et la vie

### Réalisateur
- 1963 :  La France revisitée

### Scénariste
- 1960 : Aujourd'hui l'indépendance
- 1960 : Les grands espoirs
- 1961 : Golden Gloves
- 1963 :  La France revisitée

### Producteur
- 1962 : Le Canada en guerre

## Honneurs
- 1962 - Prix du Gouverneur général du Canada, Convergences
- 1962 - Prix Athanase-David, Convergences
- 1962 - Prix Québec-Paris, Convergences
- 1968 - Prix Molson